# Masny
Masny är en kommun i departementet Nord i regionen Hauts-de-France i norra Frankrike. Kommunen ligger i kantonen Douai-Sud som tillhör arrondissementet Douai. År 2022 hade Masny 4 028 invånare.

## Befolkningsutveckling
Antalet invånare i kommunen Masny
| Referens: INSEE |